# Rita Cadillac
Ne doit pas être confondu avec Rita Cadillac (danseuse).
Rita Cadillac, née Nicole Yasterbelsky le 18 mai 1936 à Paris 18e et morte le 4 avril 1995 à Deauville dans le Calvados, est une danseuse, chanteuse et actrice française.

## Biographie
À 13 ans, sous le pseudonyme de Rita Rella, elle est reine (locale) de l’accordéon. Après avoir fait les Beaux-Arts, elle se présente aux Folies-Bergère avec ses cartons à dessins emplis de croquis de costumes de théâtre :
« Je suis arrivée un jour au moment où de nouvelles danseuses et des modèles nus devaient faire une démonstration ; on me plaça avec les autres dans un coin et on me dit : Déshabillez-vous, placez-vous trois plumes et installez-vous sur le podium. Allez-y. »

### Strip-teaseuse
Repérée en 1951 par Alain Bernardin, elle est engagée à 15 ans et 9 mois au Crazy Horse qui vient d’ouvrir sur la rive droite parisienne. Elle reçoit le surnom de Rita Cadillac, faisant référence à son physique avantageux. Elle y invente le style "sophistiqué" qui devient la marque de l'établissement. Régine Deforges en témoigne : « Me reviennent dans le désordre des souvenirs : (...) la guêpière blanche à pois verts de Rita Cadillac qu’elle délaçait de ses mains gantées de tulle noir, avec une lenteur, une science si savantes qu’au lieu des coups de sifflets dont s’accompagne, aux États-Unis, ce genre de numéros, un grand silence s’établit dans la salle. » « On entendait voler une mouche », comme l’a noté un chroniqueur de l’époque. 
Elle se lie à Alain Delon et acquiert une certaine notoriété.
Les Folies Bergère lui demandent de passer en même temps chez eux, ce qu’elle fait de bonne grâce.

### Chanteuse
Pin-up brune puis blonde des années 1960, elle enregistre quelques disques, chez Vogue : Personnalité de Lloyd Price, puis Souvenirs, souvenirs, actuel succès  d'un débutant nommé Johnny Hallyday et J'ai peur de coucher toute seule, ou encore, notamment, Ne comptez pas sur moi pour me montrer toute nue en 1959. Dans les années 1970 elle enregistre la chanson Erotica, dans lequel elle mime un orgasme sur fond musical.

### Théâtre
En 1963, elle joue dans l’opérette de Francis Lopez Le Temps des guitares, où elle interprète La java était partie et Hully gully, hully gulla en compagnie de Tino Rossi.
En 1971 elle est dans la distribution de la pièce de boulevard La maison de Zaza au Théâtre des Nouveautés reprise sous le titre Madame Pauline en 1973 au Théâtre des Variétés. En 1974, elle joue dans le spectacle dénudé Oh! Calcutta! à l’Élysée-Montmartre.

### Cinéma
Dès 1953 Rita Cadillac débute au cinéma avec un second rôle dans la comédie Soirs de Paris avec Henri Genès, mais ce n’est que de 1960 à 1963 que son actif cinématographique atteint une certaine consistance. Elle tient alors des rôles d’importance variable dans Me faire ça à moi (1960), Cadavres en vacances (1961), Dossier 1413 (1961), Mélodie en sous-sol (1962), La Prostitution (1962) et Un clair de lune à Maubeuge (1962).
On la retrouve aussi dans un film espagnol Juventud a la intemperie (1961) et la production grecque Afto to kati allo (1963) lui donne l’occasion d’interpréter un numéro musical avec Vagelis Seilinos.
On la voit encore dans le film allemand Das Boot de Wolfgang Petersen sorti en 1981 puis également diffusé en mini-série télévisée en 1985.
Elle ouvre par la suite un cabinet d’astrologie et de thérapie de groupe à Deauville où elle meurt d'un cancer et est inhumée en 1995.

## Filmographie

### Cinéma
- 1954 : Soirs de Paris (ou Folies de Paris) de Jean Laviron : la strip-teaseuse
- 1955 : Gueule d'ange de Marcel Blistène
- 1955 : Pas de pitié pour les caves de Henri Lepage : une strip-teaseuse
- 1956 : Gervaise (film) de René Clément :  doublure de Suzy Delair pour la séquence de la fessée.
- 1957 : Jusqu'au dernier de Pierre Billon : Madeleine, la stripteaseuse du cirque
- 1958 : Porte océane (court-métrage) de Ado Kyrou
- 1960 : Me faire ça à moi de Pierre Grimblat : Mercedes
- 1961 : Juventud a la intemperie, ( La regina dello strip-tease, Les Insatisfaits, The Unsatisfied ou L'empreinte du Caïd ) de Ignacio F. Iquino
- 1961 : Cadavres en vacances de Jacqueline Audry : Stella
- 1962 : La Prostitution de Maurice Boutel : Rita
- 1962 : Un clair de lune à Maubeuge de Jean Chérasse : Monique, une secrétaire
- 1962 : Aftó to káti állo! de Grigóris Grigoríou
- 1962 : Mélodie en sous-sol de Henri Verneuil : Liliane
- 1962 : Le Livre muet (court-métrage) de Gérard Dumont avec Marcel Mouloudji
- 1962 : Dossier 1413 de Alfred Rode : Mlle Vanesca, une danseuse du cabaret
- 1981 : Das Boot - Le bateau de Wolfgang Petersen : Monique (elle est aussi l'interprète de la chanson « Mon Gars » qui fait partie de la bande originale du film)

### Télévision
- 1967 : Max le débonnaire : série télévisée, épisode "De quoi je me mêle".
- 1985 : Das Boot : série télévisée, 3 épisodes de 100 minutes a été diffusée sur BBC Two dans le Royaume-Uni en octobre 1984, et en Allemagne et en Autriche l'année suivante.

## Théâtre
- 1956 : Ah ! Quelle Folie... théâtre les Folies Bergère.
- 1963 : Le temps des guitares de Raymond Vincy et Francis Lopez, opérette à grand spectacle en deux actes et vingt tableaux montée sur la scène de l'ABC ; dans le rôle d'Arlène, avec Tino Rossi qui interprète son propre rôle, gaiment assisté de Josy Andrieu, Maurice Baquet et Pierre Doris.
- 1971 : La Maison de Zaza de Gaby Bruyère, mise en scène Robert Manuel, Théâtre des Nouveautés
- 1972 : Madame Pauline comédie musicale de Darry Cowl d'après La Maison de Zaza de Gaby Bruyère, mise en scène Darry Cowl, Théâtre des Variétés
- 1974 : The Tour de Nesles d'Alec Pierre Quince d'après Alexandre Dumas, mise en scène Archibald Panmach, Théâtre de la Porte-Saint-Martin

## Discographie
Nota : référence pour l'ensemble de la section :
- 1959 : Ne comptez pas sur moi (pour me montrer toute nue) / Arrivederci / Adonis / Personnalités
- 1960 : Souvenirs, souvenirs / Y'en avait qu'un comme ça / C'est fou / Jamais je n'oublierai
- 1962 : J'ai peur de coucher toute seule / Il n'y a qu'à Paris / Non, ce n'est pas dangereux / Chaque fois qu'on aime.
- 1969 : Erotica.
- 1971 : Ne touchez pas à l’animal.

Remarque : les chansons Y en avait qu'un comme ça et C'est fou ont fait l'objet à l'époque d'un film scopitone.
Disques au format 45 tours